# Camillo Porzio
Camillo Porzio (1526–1580) fue un historiador de origen italiano.

## Biografía
Porzio creció en el seno de una familia de nobles napolitanos, hijo del filósofo Simone Porzio. Estudió leyes, primero en Bologna y luego en Pisa, ejerciendo su profesión en Nápoles.
Su trabajo literario más reconocido es La Congiura dei baroni, una historia de una conspiración fallida de los barones napolitanos en contra del Rey Fernando I de Nápoles en 1485; la obra se basó en los escritos auténticos de los juicios. Fue publicada inicialmente por Aldus Manutius en Roma en 1565. Otro trabajo importante en su bibliografía es Storia d'Italia (de 1547 a 1552), del cual solamente dos libros sobrevivieron.